# JuJu Band
《JuJu Band》는 주주클럽의 전신 주주밴드의 정규 2집 음반이다.

### 수록곡
| 1. | 21세기 여자         |
| 2. | LOVE IS             |
| 3. | 우가치카 사랑이야기 |
| 4. | 약속                |
| 5. | 빠빠                |
| 6. | 널위해 하고픈것     |
| 7. | 21세기 남자         |
| 8. | 무료한 하루         |